# Luis Miguel Hernández
Luis Miguel Hernández Campos (Chinameca, 9 febbraio 1985) è un calciatore salvadoregno, difensore del Dragón.

## Caratteristiche tecniche
È un difensore centrale.

## Carriera

### Club
Comincia a giocare al Dragón. Nel 2005 viene acquistato dall'Águila. Nel 2008 viene prestato all'Atlético Balboa. Rientrato dal prestito, rimane all'Águila fino al 2011. Nel 2011 si trasferisce al Luis Ángel Firpo. Nel 2013 viene acquistato dal Dragón.

### Nazionale
Ha debuttato in Nazionale il 13 ottobre 2007, nell'amichevole El Salvador-Costa Rica (2-2). Ha partecipato, con la Nazionale, alla Gold Cup 2009. Ha collezionato in totale, con la maglia della Nazionale, 21 presenze.